# Herman Arnoldus Crommelin

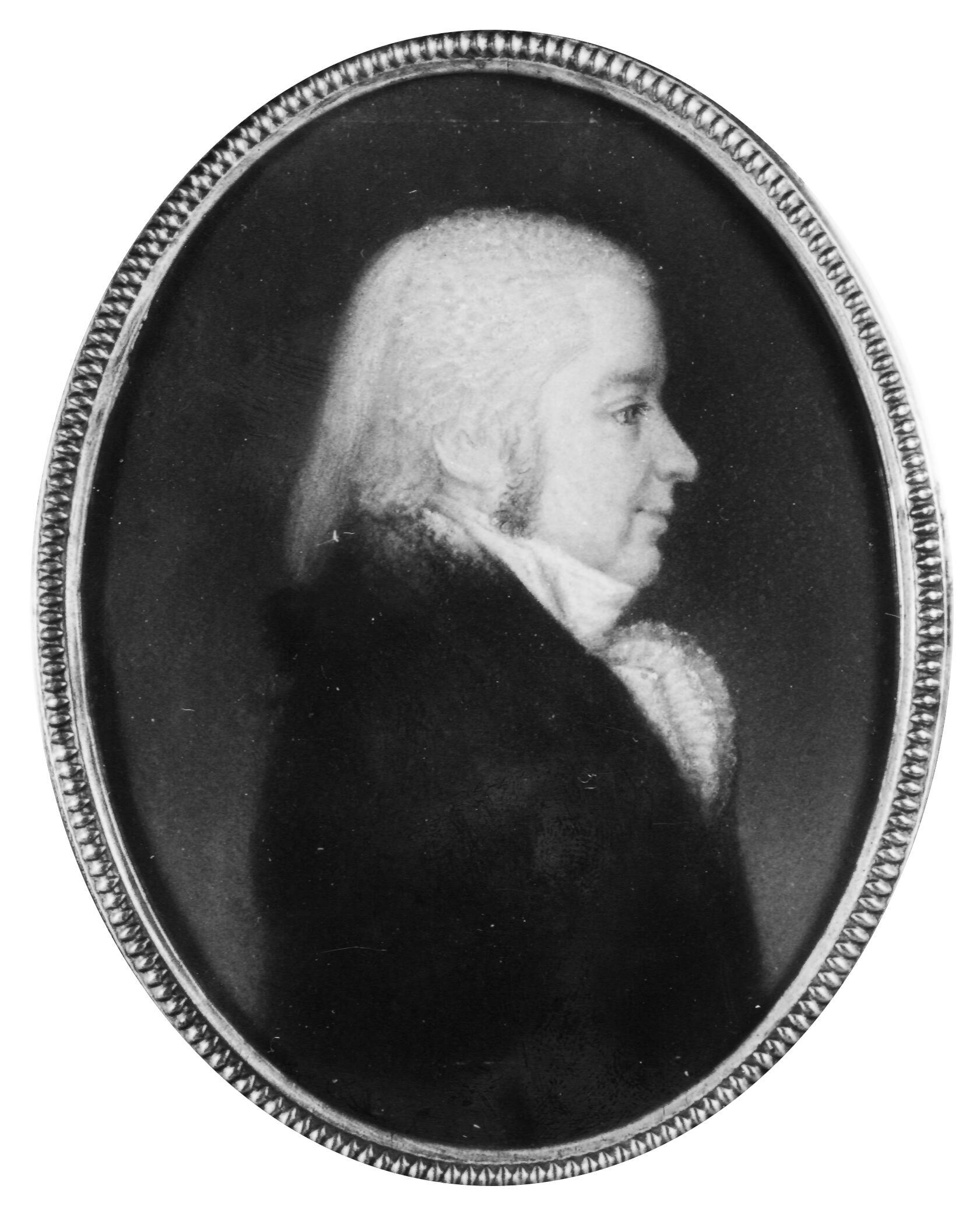
Herman Arnoldus Crommelin (1806)

Mr. Herman Arnoldus Crommelin (Haarlem, 22 maart 1767 − aldaar, 5 oktober 1857) was een Nederlands burgemeester.

## Biografie
Crommelin was een lid van de familie Crommelin en een zoon van mr. Jacob Crommelin (1741-1774) en Anna Petronella Gerlings (1745-1831). Hij trouwde in 1799 met Johanna Catharina Pancras Clifford (1776-1812), lid van de familie Clifford, met wie hij drie kinderen kreeg, onder wie burgemeester mr. Jacob Pieter Crommelin (1800-1873). Hij studeerde af in de rechten in Harderwijk in 1789. Van 1803 tot 1813 maakt hij onderdeel uit van het Haarlems stadsbestuur, als schepen, vroedschap en municipale raad. Vanaf 1815 was hij raad, van 1816 tot 1822 burgemeester en van 1835 tot 1848 wethouder van zijn geboortestad. In de periode 1811 tot 1815 was hij tevens lid van de rechtbank van eerste aanleg.